# Манина (река)
Манина — река в России, протекает по Воронежской области и Волгоградской области. Устье реки находится в 89 км по левому берегу реки Подгорная. Длина реки — 45 км, площадь водосборного бассейна — 891 км².

## Данные водного реестра
По данным государственного водного реестра России относится к Донскому бассейновому округу, водохозяйственный участок реки — Подгорная, речной подбассейн реки — Бассейны притоков Дона до впадения Хопра. Речной бассейн реки — Дон (российская часть бассейна).
Код объекта в государственном водном реестре — 05010101112107000004844.